# 天主教北海教区
天主教北海教区（拉丁語：Dioecesis Pehaevensis；中國官方稱為：湛江教區）是天主教在中國广东西部及廣西東部設立的一個教区，屬於廣東教省。

## 概況
1946年4月11日，聖座在中國設立聖統制，北海宗座代牧區升格為北海教區，屬於廣東教省。教區範圍包括廣東湛江市及茂名市。教座位於廣東省湛江霞山區綠蔭路85號的聖維多爾主教座堂。現任教區主教為蘇永大。
1950年，江門教區有信徒人數為15,105人、18個堂區、27司鐸和72位修女。

## 历史
1920年8月1日，聖座從廣州宗座代牧區劃出廣東省西部的防城港市、欽州市、北海、湛江及茂名等12縣的教務，成立粵西海南宗座代牧區，由巴黎外方傳教會會士負責管理，俄永垂主教出任首任宗座代牧。教座最初设在廣州灣。
1924年12月3日，粵西海南宗座代牧区教座搬到北海，並以教座所在地更名为北海宗座代牧区。
1946年4月11日，聖座在中國設立聖統制，北海宗座代牧區升格為北海教區，屬於廣東教省，柏增留任成為江門教區首任主教。
1949年10月1日，中國共產黨在中國大陸地區建立中華人民共和國，並開始針對天主教進行宗教迫害及打壓，教會已經無法正常功能。1952年，祝福主教及所有外籍傳教士先後被中國政府驅逐出境，教區教務由中國籍神父負責。
1966年至1979年的文化大革命期間，教區所有宗教活動停止，中國政府沒收教會財產。直至1980年代初，江門教區續步恢復運作。
1990年，由中國政府控制的中國天主教愛國會擅自將教區的廣東省部分改稱為湛江教區，而廣西部分則改為由南寧總教區代管。1994年，江門教區將茂名市劃歸北海教區。1995年3月19日，愛國會未經時任教宗若望保祿二世准許，自選自聖陳除為北海教區正權主教。
2002年底，愛國會再擅自將廣西的南寧總教區、北海教區廣西地區、梧州教區和桂林宗座監牧區合併及成立廣西教區。2004年11月9日，蘇永大獲時任教宗若望保祿二世任命為北海教區正權主教。

## 歷任主教

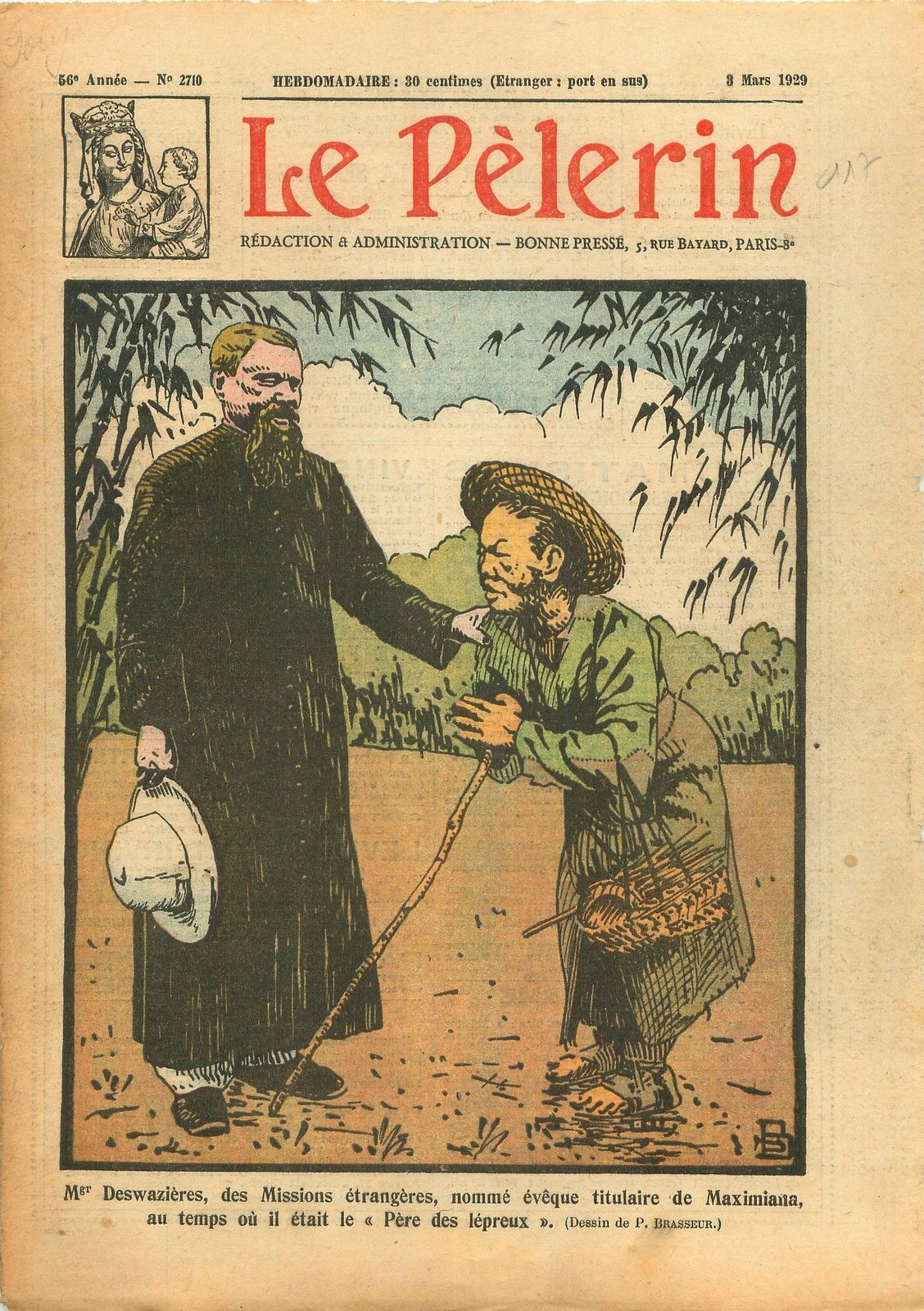
祝福主教

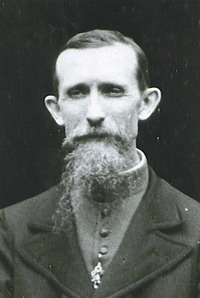
贲德馨主教

### 粵西海南宗座代牧
- 俄永垂主教, M.E.P.（1921年6月1日-1924年12月3日）：法國籍[5]

### 北海宗座代牧
- 俄永垂主教, M.E.P.（1924年12月3日-1927年5月12日）：法國籍
- 祝福主教, M.E.P.（1928年2月15日-1928年11月）：法國籍[6]
- 贲德馨主教, M.E.P.（1929年12月16日-1940年2月）：法國籍[7]
- 祝福主教, M.E.P.（1940年11月27日-1946年4月11日）：法國籍

### 北海主教
- 祝福, M.E.P.（1946年4月11日-1959年2月22日）：法國籍
- 教座出缺（1959年-2004年）
  - 陳除神父（1995年3月19日-2003年3月19日）：1995年自選自聖，未獲教宗認可。[8]
- 蘇永大主教（2004年11月9日-現任）[9][10]